# Православ
Правосла́в (болг. Православ) — село в Старозагорській області Болгарії. Входить до складу общини Братя-Даскалові.

## Населення
За даними перепису населення 2011 року у селі проживали 194 особи, з них 190 осіб (99,5%) — болгари.
Розподіл населення за віком у 2011 році:
Динаміка населення: